# 2010年中国反弹道导弹试验
2010年1月11日，中华人民共和国在其境内实施了一次陆基中段反弹道导弹试验。据报道，此前只有美国进行过相关试验，因此中国成为第二个进行陆基中段反导试验的国家。
评论认为，这一试验可能是对先前五角大楼批准将爱国者导弹销售给台湾的反应，虽然早在一年之前这一军售案就已经获得美国国会通过。但也有人认为此次试验是例行试验，因为早在2009年11月12日《解放军报》就刊登文章称，中国一种新型导弹已具备反弹道导弹能力，将进行进一步试验。解放军空军装备研究院时任院长朱祝华的表态也支持了这一说法。，由於中國聲稱反導試驗從未針對特定國家，意圖永遠不得而知。
这一测试被观察家与中国在2007年1月11日进行的反卫星导弹试验和2011年1月11日试飞的歼-20联系起来，认为中国倾向于在1月11日（農曆新年前）进行新型武器试验。

## 试验过程
据环球网援引英国智库“国际战略研究所”的文章称：“试验中靶弹可能从四川省西昌发射，拦截导弹在新疆维吾尔自治区库尔勒附近由移动式发射架发射”“拦截导弹在大气圈外通过撞击摧毁了靶弹”“拦截导弹很可能是‘东风31’洲际弹道导弹的改进型”。